# Copa d'Or de la CONCACAF
La Copa d'Or de la CONCACAF (en anglès CONCACAF Gold Cup) és el torneig de futbol realitzat cada dos anys per la CONCACAF per a les seves seleccions nacionals.
En aquest torneig participen 12 equips, dels quals 2 corresponen a convidats d'altres confederacions. El torneig es realitza, des de 1991 als Estats Units, llevat de dues oportunitats (1993 i 2003) que ha estat organitzat conjuntament per Estats Units i Mèxic.
Anteriorment a la Copa l'Or de la CONCACAF es disputaren diverses competicions, ja des dels anys 40. El primer Campionat de la CONCACAF es disputà el 1963 i reemplaçà el Campionat de la CCCF (per nacions d'Amèrica Central i el Carib) que datava del 1941. Entre 1973 i 1989 no es disputà cap torneig específic, i el campió de la fase de classificació per al Mundial de la Confederació, fou considerat campió de la CONCACAF. El 1991 va renéixer el campionat amb l'actual nom de Copa d'Or.
Resum del campionats de la CONCACAF:
| Amèrica del Nord                                     | Amèrica Central i Carib                    | Amèrica Central i Carib                                              |
| ---------------------------------------------------- | ------------------------------------------ | -------------------------------------------------------------------- |
| Campionat de la NAFC (1947-1949)                     | Campionat de la CCCF (1941-1961)           | Campionat de la CCCF (1941-1961)                                     |
| Campionat de la CONCACAF (1963-1971)                 |                                            |                                                                      |
| Fase de Classificació de la Copa del Món (1973-1989) |                                            |                                                                      |
| Copa d'Or de la CONCACAF (1991-avui)                 |                                            |                                                                      |
| Amèrica del Nord                                     | Amèrica Central                            | Carib                                                                |
| Campionat de la NAFU (1990-1991)                     | Copa Centreamericana de futbol (1991-2017) | Campionat de la CFU (1978-1988) Copa del Carib de futbol (1989-2017) |
| Lliga de Nacions de la CONCACAF (2019-avui)          |                                            |                                                                      |
| Tota Amèrica                                         |                                            |                                                                      |
| Campionat Panamericà de futbol (1952-1960)           |                                            |                                                                      |

El guanyador de la Copa d'Or és un dels convidats a participar en la Copa Confederacions.

## Campionats de la Copa d'Or
Font:
| 1991 Detalls | Estats Units                    | · Estats Units | 0-0 (prò.) (4-3 p) | · Hondures     | · Mèxic                  | 2-0                      | · Costa Rica             |
| 1993 Detalls | Estats Units Mèxic              | · Mèxic        | 4-0                | · Estats Units | Costa Rica i Jamaica     | Costa Rica i Jamaica     | Costa Rica i Jamaica     |
| 1996 Detalls | Estats Units                    | · Mèxic        | 2-0                | · Brasil       | · Estats Units           | 3-0                      | · Guatemala              |
| 1998 Detalls | Estats Units                    | · Mèxic        | 1-0                | · Estats Units | · Brasil                 | 1-0                      | · Jamaica                |
| 2000 Detalls | Estats Units                    | · Canadà       | 2-0                | · Colòmbia     | Perú i Trinitat i Tobago | Perú i Trinitat i Tobago | Perú i Trinitat i Tobago |
| 2002 Detalls | Estats Units                    | · Estats Units | 2-0                | · Costa Rica   | · Canadà                 | 2-0                      | · Corea del Sud          |
| 2003 Detalls | Estats Units Mèxic              | · Mèxic        | 1-0 (prò.)g.o.     | · Brasil       | · Estats Units           | 3-2                      | · Costa Rica             |
| 2005 Detalls | Estats Units                    | · Estats Units | 0-0 (prò.) (3-1 p) | · Panamà       | Hondures i Colòmbia      | Hondures i Colòmbia      | Hondures i Colòmbia      |
| 2007 Detalls | Estats Units                    | · Estats Units | 2–1                | · Mèxic        | Canadà i Guadalupe       | Canadà i Guadalupe       | Canadà i Guadalupe       |
| 2009 Detalls | Estats Units                    | · Mèxic        | 5-0                | · Estats Units | Costa Rica i Hondures    | Costa Rica i Hondures    | Costa Rica i Hondures    |
| 2011 Detalls | Estats Units                    | · Mèxic        | 4-2                | · Estats Units | Panamà i Hondures        | Panamà i Hondures        | Panamà i Hondures        |
| 2013 Detalls | Estats Units                    | · Estats Units | 1-0                | · Panamà       | Mèxic i Hondures         | Mèxic i Hondures         | Mèxic i Hondures         |
| 2015 Detalls | Estats Units Canadà             | · Mèxic        | 3-1                | · Jamaica      | · Panamà                 | 1-1 3-2 pp               | · Estats Units           |
| 2017 Detalls | Estats Units                    | · Estats Units | 2-1                | · Jamaica      | Mèxic i Costa Rica       | Mèxic i Costa Rica       | Mèxic i Costa Rica       |
| 2019 Detalls | Estats Units Costa Rica Jamaica | · Mèxic        | 1-0                | · Estats Units | Haití i Jamaica          | Haití i Jamaica          | Haití i Jamaica          |
| 2021 Detalls | Estats Units                    | · Estats Units | 1-0 (prò.)         | · Mèxic        | Canadà i Qatar           | Canadà i Qatar           | Canadà i Qatar           |
| 2023 Detalls | Estats Units Canadà             | · Mèxic        | 1-0                | · Panamà       | Jamaica i Estats Units   | Jamaica i Estats Units   | Jamaica i Estats Units   |
| 2025 Detalls | Estats Units Canadà             |                |                    |                |                          |                          |                          |

1. ↑  Costa Rica i Jamaica empataren a 1 després de la pròrroga i compartiren el tercer lloc.
2. ↑  Brasil participà amb la selecció sots-23.
3. 1 2 3 4 5 6 7 8 9 10  No es disputà el partit per decidir el tercer lloc  i aquest fou compartit.

(equips convidats en cursiva)

## Palmarès de la Copa d'Or
| Selecció          | Títols                                                   | Subcampió                        | 3r lloc                    | 4t lloc        |
| ----------------- | -------------------------------------------------------- | -------------------------------- | -------------------------- | -------------- |
| Mèxic             | 9 (1993, 1996, 1998, 2003, 2009, 2011, 2015, 2019, 2023) | 2 (2007, 2021)                   | 3 (1991, 2013, 2017)       | -              |
| Estats Units      | 7 (1991, 2002, 2005, 2007, 2013, 2017, 2021)             | 5 (1993, 1998, 2009, 2011, 2019) | 3 (1996, 2003, 2023)       | 1 (2015)       |
| Canadà            | 1 (2000)                                                 | -                                | 3 (2002, 2007, 2021)       | -              |
| Panamà            | -                                                        | 3 (2005, 2013, 2023)             | 2 (2011, 2015)             | -              |
| Jamaica           | -                                                        | 2 (2015, 2017)                   | 3 (1993, 2019, 2023)       | 1 (1998)       |
| Brasil            | -                                                        | 2 (1996, 2003)                   | 1 (1998)                   | -              |
| Hondures          | -                                                        | 1 (1991)                         | 4 (2005, 2009, 2011, 2013) | -              |
| Costa Rica        | -                                                        | 1 (2002)                         | 3 (1993, 2009, 2017)       | 2 (1991, 2003) |
| Colòmbia          | -                                                        | 1 (2000)                         | 1 (2005)                   | -              |
| Haití             | -                                                        | -                                | 1 (2019)                   | -              |
| Perú              | -                                                        | -                                | 1 (2000)                   | -              |
| Trinitat i Tobago | -                                                        | -                                | 1 (2000)                   | -              |
| Guadeloupe        | -                                                        | -                                | 1 (2007)                   | -              |
| Qatar             | -                                                        | -                                | 1 (2007)                   | -              |
| Guatemala         | -                                                        | -                                | -                          | 1 (2021)       |
| Corea del Sud     | -                                                        | -                                | -                          | 1 (2002)       |

## Predecessors de la Copa d'Or

### Campions de la CCCF
Organitzat per la Confederación Centroamericana y del Caribe de Fútbol, fundada el 1938 i precursora de la CONCACAF.
| Any  | Campió      |
| ---- | ----------- |
| 1941 | Costa Rica  |
| 1943 | El Salvador |
| 1946 | Costa Rica  |
| 1948 | Costa Rica  |
| 1951 | Panamà      |
| 1953 | Costa Rica  |
| 1955 | Costa Rica  |
| 1957 | Haití       |
| 1960 | Costa Rica  |
| 1961 | Costa Rica  |

### Campions de la NAFC/NAFU
Organitzat per la North American Football Confederation, fundada el 1946 i precursora de la CONCACAF, i més tard per la North American Football Union.
| Any  | Campió |
| ---- | ------ |
| 1947 | Mèxic  |
| 1949 | Mèxic  |
| 1990 | Canadà |
| 1991 | Mèxic  |

### Campions de la CONCACAF
| Any          | Campió     |
| ------------ | ---------- |
| 1963 Detalls | Costa Rica |
| 1965 Detalls | Mèxic      |
| 1967 Detalls | Guatemala  |
| 1969 Detalls | Costa Rica |
| 1971 Detalls | Mèxic      |

### Campions de la fase de classificació per al Mundial
| Any          | Campió     |
| ------------ | ---------- |
| 1973 Detalls | Haití      |
| 1977 Detalls | Mèxic      |
| 1981 Detalls | Hondures   |
| 1985 Detalls | Canadà     |
| 1989 Detalls | Costa Rica |